# Nombre de Brjuno
En matemàtiques, i més concretament en teoria dels nombres, un nombre de Brjuno és el tipus de nombre irracional que compleix la següent propietat: un nombre irracional {\displaystyle \alpha } s'anomena nombre de Brjuno si i només si la suma infinita: 
{\displaystyle B(\alpha )=\sum _{n=0}^{\infty }{\frac {\log q_{n+1}}{q_{n}}}}
convergeix en un nombre finit. Aquí, {\displaystyle q_{n}} és el denominador del n-ssim convergent {\displaystyle {p_{n}}/{q_{n}}} de l'expansió en fracció contínua d'{\displaystyle \alpha }. En aquest context, un convergent és el nombre racional que s'obté quan es pren un cert nombre (n en aquest cas) de termes en la fracció contínua.
El nom prové del matemàtic rus Alexander Bruno que els va introduir a (Brjuno 1971); de vegades també se'ls anomena nombre de Bruno o nombres de Bryuno.
Els nombres de Brjuno són importants en els problemes analítics de divisors petits. Bruno va demostrar que gèrmens d'una funció holomorfa amb part lineal e2πiα són linealitzables si α és un nombre de Brjuno. (Yoccoz 1995) va demostrar l'any 1987 que aquesta condició també és necessàira per polinomis quadràtics. Per altres gèrmens, encara no s'ha demostrat si és o no necessària.

## Propietats
Intuïtivament, aquests nombres no tenen salts gaire grans en la seva seqüència de convergents, en la qual el denominador de l'n+1-ssim convergent és exponencialment més gran que el de l'enèssim convergent. Per tant, a diferència del que passa amb els nombres de Liouville, no solen tenir aproximacions diofàntiques (és a dir aproximacions de nombres reals a partir de fraccions) gaire precises.

## Funció de Brjuno
La funció real de Brjuno B(x) es defineix per x irracionals i satisfà:
{\displaystyle B(x)=B(x+1)}
{\displaystyle B(x)=-\log x+xB(1/x)} per tot nombre x irracional entre 0 i 1.